# Broichen
Broichen ist eine Wüstung auf dem Gebiet des heutigen Stadtteils Kaule von Bergisch Gladbach. Die Straße Broichen erinnert an die ehemalige Ortschaft. 

## Geschichte

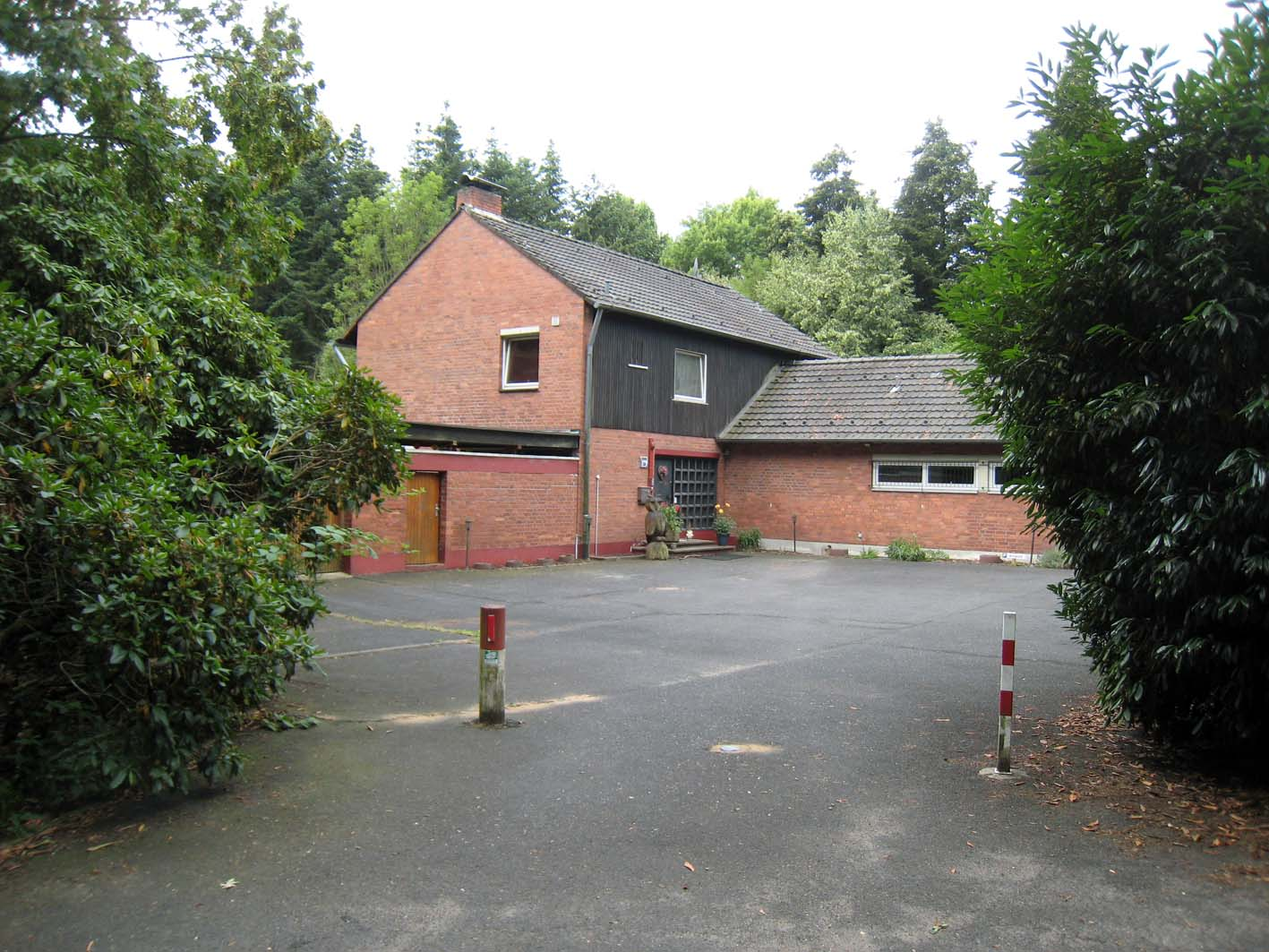
Haus an der heutigen Straße Broichen

Der Siedlungsname Broichen zählt zur Gruppe der Naturnamen. Er leitet sich etymologisch her aus dem althochdeutschen „bruoh“ bzw. dem mittelhochdeutschen „bruoch“ (Moorboden, Sumpf) sowie aus der westgermanischen Wurzel „broka“ (Sumpfland). Folglich wurde die Siedlung auf ehemals sumpfigem Gelände angelegt.
Die Siedlung Broichen wird erstmals im Jahr 1487 in den Steuer-, Pacht- und Huldigungslisten von Bensberg urkundlich erwähnt. Zu dieser Zeit gehörte Broichen zur Honschaft Oberhausen. Das Urkataster verzeichnet die Siedlung in der Form Aufm Broichen nördlich der alten Brüderstraße. Das Hofgut Broichen bestand aus zwei Gütern, von denen jeweils eins zur Bensberger Pfarre und eins zum Hofverband des Kölner Stifts St. Gereon gehörte, dessen Hofgericht in Hundsiefen seinen Sitz hatte.
Die Topographia Ducatus Montani des Erich Philipp Ploennies aus dem Jahre 1715, Blatt Amt Porz, belegt, dass der Ort bereits 1715 als gemeiner Hof angesehen wurde, der mit Brügge bezeichnet ist. Carl Friedrich von Wiebeking benennt die Hofschaft auf seiner Charte des Herzogthums Berg 1789 als Brugge. Aus ihr geht hervor, das Broichen zu dieser Zeit Teil der Honschaft Bensberg im Botenamt Herkenrath war.
Unter der französischen Verwaltung zwischen 1806 und 1813 wurde das Amt Porz aufgelöst und Broichen politisch der Mairie Bensberg im Kanton Bensberg zugeordnet. 1816 wandelten die Preußen die Mairie zur Bürgermeisterei Bensberg im Kreis Mülheim am Rhein.
Der Ort ist auf der Topographischen Aufnahme der Rheinlande von 1824 als Bruch und auf der Preußischen Uraufnahme von 1840 als Brücherhof verzeichnet. Ab der Preußischen Neuaufnahme von 1892 ist er auf Messtischblättern regelmäßig als Broichen verzeichnet. Broichen war Teil der katholischen Pfarrgemeinde Bensberg.
Heute führt die Bundesautobahn 4 über den Bereich der Wüstung.
| Jahr | Einwohner | Wohn- gebäude | Kategorie     | Bemerkung    |
| ---- | --------- | ------------- | ------------- | ------------ |
| 1822 | 7         |               | Bauerngut     | Brüchen gen. |
| 1830 | 11        |               | Bauerngut     | Brüchen gen. |
| 1845 | 5         | 1             | Hof und Mühle | Brüchen gen. |
| 1871 | 22        | 2             | Hofstelle     | Brüchen gen. |
| 1885 | 20        | 4             | Wohnplatz     | Brüchen gen. |
| 1895 | 23        | 3             | Wohnplatz     |              |
| 1905 | 5         | 1             | Wohnplatz     |              |

## Forsthaus Broichen
In der Ortschaft befand sich das 1962 abgebrochene Forsthaus Broichen. Im Jahr 1933 wurde ein weiteres Försterdienstgebäude weiter nördlich in Blockhausweise errichtet. Dieses wurde 2015 in das LVR-Freilichtmuseum Lindlar transloziert.